# برادلي ديفيز
برادلي ديفيز (بالإنجليزية: Bradley Davies)‏ هو لاعب اتحاد الرغبي بريطاني، ولد في 9 يناير 1987 في Llantrisant ‏ في المملكة المتحدة.

## وصلات خارجية
- برادلي ديفيز عل موقع إسبنسكروم (الإنجليزية)
- برادلي ديفيز على موقع ItsRugby.co.uk (الإنجليزية)